# كيم جو سونغ (كرة سلة)
كيم جو سونغ مواليد 9 نوفمبر 1979، هو لاعب كرة سلة كوري جنوبي يلعب في الدوري الكوري لكرة السلة ويحمل الرقم 32. يبلغ طوله 6 قدم 8.75 بوصة (2.1 م).

## الميداليات
| الميدالية | المسابقة                       |
| --------- | ------------------------------ |
| برونزية   | بطولة أمم آسيا لكرة السلة 2007 |
| برونزية   | بطولة أمم آسيا لكرة السلة 2011 |
| برونزية   | بطولة أمم آسيا لكرة السلة 2013 |

## روابط خارجية
- كيم جو سونغ على موقع الاتحاد الدولي لكرة السلة (الإنجليزية)
- كيم جو سونغ على موقع كرة السلة الأوروبية.كوم (الإنجليزية)
- كيم جو سونغ على موقع ريلجم (الإنجليزية)
- كيم جو سونغ على موقع سبورتس رفرنس (الإنجليزية)